# Rágol
Rágol – gmina w Hiszpanii, w prowincji Almería, w Andaluzji, o powierzchni 26,92 km². W 2011 roku gmina liczyła 356 mieszkańców.